# 5764 (ano hebraico)
5764 (hebraico: ה'תשס"ד) foi um ano hebraico correspondente ao período após o pôr do sol de 26 de setembro de 2003 até ao pôr do sol de 15 de setembro de 2004 do calendário gregoriano.
| Mês judaico | Calendário gregoriano                                                                   |
| ----------- | --------------------------------------------------------------------------------------- |
| Tishrei     | após o pôr do sol de 26 de setembro de 2003 até ao pôr do sol de 26 de outubro de 2003  |
| Cheshvan    | após o pôr do sol de 26 de outubro de 2003 até ao pôr do sol de 25 de novembro de 2003  |
| Kislev      | após o pôr do sol de 25 de novembro de 2003 até ao pôr do sol de 25 de dezembro de 2003 |
| Tevet       | após o pôr do sol de 25 de dezembro de 2003 até ao pôr do sol de 23 de janeiro de 2004  |
| Shevat      | após o pôr do sol de 23 de janeiro de 2004 até ao pôr do sol de 22 de fevereiro de 2004 |
| Adar        | após o pôr do sol de 22 de fevereiro de 2004 até ao pôr do sol de 22 de março de 2004   |
| Nissan      | após o pôr do sol de 22 de março de 2004 até ao pôr do sol de 21 de abril de 2004       |
| Iyyar       | após o pôr do sol de 21 de abril de 2004 até ao pôr do sol de 20 de maio de 2004        |
| Sivan       | após o pôr do sol de 20 de maio de 2004 até ao pôr do sol de 19 de junho de 2004        |
| Tammuz      | após o pôr do sol de 19 de junho de 2004 zté ao pôr do sol de 18 de julho de 2004       |
| Av          | após o pôr do sol de 18 de julho de 2004 até ao pôr do sol de 17 de agosto de 2004      |
| Elul        | após o pôr do sol de 17 de agosto de 2004 até ao pôr do sol de 15 de setembro de 2004   |

## Dados sobre 5764
- Ano comum completo (shelemah): 355 dias
- Cheshvan e Kislev com 30 dias
- Ciclo solar: 24º ano do 206º ciclo
- Ciclo lunar: 7º ano do 304º ciclo
- Ciclo Shmita: 3º ano
- Ma'aser Ani (dízimo para os pobres)

## Fatos históricos
- 1934º ano da destruição do Segundo Templo
- 56º ano do estabelecimento do Estado de Israel
- 37º ano da libertação de Jerusalém